# Claudio Ferrer
Claudio Ferrer Cotto (* 9. September 1904 in Comerío; † 31. Dezember 1979 in Bayamón) war ein puerto-ricanischer Komponist und Sänger.

## Leben und Wirken
Claudio Ferrer wuchs in Bayamón auf und schloss sich dort mit 13 Jahren einem „Connjunto típico“ an. 1926 wurde er Mitglied von Ladí Martínez’ „Conjunto Boricua“ und 1928 der „Grupo Aurora“ mit  Ernestico Mantillo und Yayo García (Gesang),  Moncho Dávila und Don Felo (Gitarre) und Rafael Boneta.(Mandoline). Mit dieser Gruppe entstanden 1932 seine ersten Aufnahmen beim Label Brunswick Records.
Johnny Rodríguez gründete 1934 mit Ferrer und dem Gitarristen Pedro Boria Fuentes das „Trío Borincano“. 1935 ging Ferrer nach New York, wo er mit Fuentes und Pepito Arvelo als „Trío Marcano“ auftrat. 1936 schloss er sich dem Trio des Trompeters Víctor Mercado an. Mit dem so entstandenen Ensemble „Cuarteto Marcano“ entstanden zahlreiche Aufnahmen u. a. bei Decca Records und Columbia Records.  Das Ensemble begleitete außerdem zahlreiche Solisten, darunter den Kubaner Bienvenido Granda. Besonders bekannt wurde Paul Márquez’ Guajira „El eco y el carretero“ mit dem Solisten Bobby Capó, welches später noch von zahlreichen anderen bekannten Musikern aufgenommen wurde.
1940 verließ Ferrer das „Cuarteto Marcano“ und kehrte nach Puerto Rico zurück. Dort wurde er Mitglied von Plácido Acevedos Ensemble „Cuarteto Mayarí“ (mit Félix Rodríguez und José Juan García). 
Nach der Auflösung dieses Ensembles ging er erneut nach New York und gründete eine Gruppe unter seinem eigenen Namen, die er 1956 zur „Sonora Boricua“ erweiterte. Mit dieser Gruppe folgten Aufnahmen unter anderem mit Daniel Santos, Davilita, Tony Pizarro, Blas Hernández, Julita Ross, Polito Galíndez, José Antonio Salamán, Luis Lebrón, Adolfo Avellanet, Baltasar Carrero und Ismael Santiago.
Als Komponist schuf Ferrer mehr als 600 Werke, die von Musikern und Ensembles wie „Los Alegres de Hato Tejas“, „El Gran Combo“ (mit Pellín Rodríguez, Daniel Santos, den Pianisten Alba Rosa Castro und Mercy Fernández), „Los Alegres de Borinquen“, Domingo Quiñones und dem „Orquesta de Cuerdas de Puerto Rico“ aufgenommen wurden.